# アヴェスター語
アヴェスター語（アヴェスターご）とは、ゾロアスター教の聖典『アヴェスター』に用いられた言語。

## 概要
インド・ヨーロッパ語族のサテム語派の言語であり、インド・イラン語派イラン語群東部方言に分類される。
実際に話されていた場所や時代は定かではないが、言語学その他による検証により、紀元前7世紀頃のイラン東南部の言語とする説が有力である。現存する最古の史料はサーサーン朝ペルシア末期、6世紀頃の物で、それ以前は口承伝持で伝えられてきたと考えられる。

## 分類
アヴェスター語は更に、ゾロアスター教の開祖ザラスシュトラ自身の作と思われるガーサー (Gāθā、詩) に用いられるガーサー語（Gathic Avestan, 古代アヴェスター語 - Old Avestanとも）と、後年弟子や信者達によって付け加えられた部分に用いられる新体アヴェスター語に分けられる。ガーサー語はより古い言語、新体アヴェスター語はより新しい言語と思われ、音韻や文法などに若干の相違がある。

## 文字
表記にはアヴェスター文字が用いられる。これはパフラヴィー語と同じくアラム文字を元に、6世紀頃創作された文字で、母音や子音の微妙な相違まできちんと表記できる、イラン諸言語で用いられた文字としてはバクトリア語で使用されたギリシア文字を除けば唯一の例として知られる。
ただし、アヴェスター文字では異音に属する音も書き分けられており、それらの異音が古代のアヴェスター語にも存在していたのか、口頭伝承の過程で生じたものであるかについては検討が必要となる。

## 文法
文法は基本的にはヴェーダ語と同一である。ただしヴェーダ語では用いる機会が少なくなった起動相が頻繁に用いられる。また未来形の接続法や命令法も多い。その一方で、アオリストや未来形の受動態は中動態と同一で、また使役動詞や願望動詞、強意動詞の現在形以外の相は存在しない。

## サンスクリットとの関係
インドのサンスクリット語とは極めて近縁の言語で、特にサンスクリットの最古層であるヴェーダ語 (『リグ・ヴェーダ』などに用いられた言語) とは文法的にも酷似している。そのため、「アヴェスターをヴェーダ語に翻訳するには、一定の規則に従って個々の音を置き換えるだけで良い」と言われるほどである。
サンスクリットとアヴェスター語の音韻上の相違点のうち重要な物を以下に幾つか例示する。
なお、サンスクリットの表記はIASTによる。
サンスクリットのsはアヴェスター語のhになる。 例) sapta (七) = hapta
同じくhはzになる。 例) hasta (手) = zasta
無声帯気閉鎖音kh、th、phは摩擦音x、θ、fになる。例) gāthā (詩頌) = gāθā
有声帯気閉鎖音gh、dh、bhはg、d、bになる。 例) bhrātar (兄弟) = brātar
yやrの前の閉鎖音は摩擦音になる。 例) mitra (ミトラ神) = miθra
語中のt等の閉鎖音、n、r等は、後ろにi、yが来ると前の母音にiを生じさせる。
例) bharati (彼は運ぶ) = baraiti , vārya (望ましい) = vairya
なお、この"i"は、後続のt等の閉鎖音、n、r等の子音がやや口蓋化する事を示す物で、それ自体は発音しない。例えばvairyaはワルヤ、或いはワリヤの様に発音されていたと思われる。
語中のt等の閉鎖音、n、r等は、後ろにu、vが来ると前の母音にuを生じさせる。
例) aruṣa (白い) = auruša
なお、この"u"は、後続のt等の閉鎖音、n、r等の子音がやや円唇化する事を示す物で、それ自体は発音しない。
śvはspになる。 例) aśva (馬) = aspa
eはaēになる。例) deva (デーヴァ神族) = daēva (悪神)
oはaoになる。 例) soma (神酒) = haoma